# Референдум про незалежність Естонії (1991)
Референдум про незалежність Естонської Республіки відбувся 3 березня 1991 (одночасно з аналогічним референдумом у Латвійській Республіці того ж дня). Згідно з офіційними даними за незалежність проголосували 78,4 % виборців при явці 82,9 %. Незалежність Естонії була остаточно відновлена Верховною радою Естонської Республіки в ніч на 20 серпня 1991 року.

## Результати
Питання у бюлетені для голосування було сформульоване наступним чином: «Чи бажаєте ви відновлення національної незалежності та суверенітету Естонської Республіки?»
| Варіанти               | Голосів   | %    |
| ---------------------- | --------- | ---- |
| За                     | 737 964   | 78,4 |
| Проти                  | 203 199   | 21,6 |
| Недійсні               | 6 967     | —    |
| Всього                 | 948 130   | 100  |
| Явка                   | 1 144 309 | 82,9 |
| Джерело: Riigi Teataja |           |      |